# Владимир Харитонов
Владимир Гаврилович Харитонов (24 юни 1920 г., Москва – 14 август 1981 г., Москва, СССР) – руски съветски поет; заслужил артист на РСФСР (1973). Автор на повече от хиляда песни, най-известната от които е „Денят на победата“.

## Биография
Владимир Харитонов е роден на 24 юни 1920 г. в Москва.
По време на Великата отечествена война се сражава в пехотата, кавалерийския взвод и водолазните части, където е ранен.
През периода 1946 – 1948 г. учи в МГИМО. През 1950 г. завършва два курса в Литературния институт, кръстен на Максим Горки.
Сътрудничи си с композиторите:
- Анатолий Новиков („Върни се“, 1949; „Фестивна“, 1951; „Марш на комунистическите бригади“, 1958; „Черешовите дървета все още цъфтят“, 1962; „Към звездите“, 1973[1]; „Великият Сталин ни води към комунизъм“ и други)

- Вано Мурадели („Русия е моята родина“, 1950; „Песен на борците за мир“, 1950)

- Еди Роснър („Той взе акордеона и хвърли греблата“, 1965 г.)
- Александър Аверкин („Брезата ми даде реси“)
- Давид Тухманов („Колко красив е този свят“, 1972; „Моят адрес е Съветският съюз“, 1973; „Денят на победата“, 1975; „Спрете музиката“, 1976; „Снимки на близки“, „Здравейте, танцуваме с вас“, 1979 и др.)
- Серенада от Модест Табачников („Любовта ще се върне“), 1978 г.
- Стас Намин („Рано е да се сбогуваме“, 1978; „Лятна вечер“, 1979; „Кажи ми да“, Юрмала, 1980 и др.)

След смъртта на Харитонов са написани много песни по стихове – „Но все пак лято“, „Не забравяй“, „Нещо беше“ от Давид Тухманов, „Нека бъде така“, „Нашата тайна“ от Стас Намин, „Трябва“, „Упорито момиче“, „Е, какво се случи?“, „Спорове и разговори“, „Миналото е минало“, „Ти не обичаше“, „Намерихме се“, „Къде и кога“, „Вярвам и не вярвам“ от музиканти от група „Кръг“ Александър Слизунов, Игор Саруханов и Владимир Василиев, „Цветни звуци“ от Юрий Антонов и други.
Харитонов е лауреат на десет международни награди. Издал е 20 сборника със стихове и песни. През 1973 г. той става единственият автор на песни, удостоен със званието „Почетен артист на РСФСР“.
Почива на 14 август 1981 г. в Москва. Погребан е на гробището Кунцево.

## Семейство
Син – Василий Владимирович Харитонов, служител на отдела за информация и печат на Министерството на външните работи на Руската федерация, поет, автор на песните „Армения моя“ и „Севастопол – знаме!“.

## Награди
- Орден на Отечествената война, 1-ва степен;
- Орден за приятелство на народите (14 септември 1980);[2]
- Медал „За храброст“;[3]
- Медал „За отбраната на Сталинград“;
- Медал „За победата над Германия във Великата отечествена война 1941 – 1945 г.“;
- Юбилейни медали.